# شهرستان هیکی، سایتاما
شهرستان هیکی، سایتاما (انگلیسی: Hiki District, Saitama) یکی از شهرستان‌های ژاپن است که در استان سایتاما در ژاپن واقع شده‌است. در سال ۲۰۰۳ جمعیت این شهر ۱۴۵٬۲۳۵ نفر و  تراکم جمعیت ۵۱۵٫۳۱ نفر بوده‌است.